# Aksamitka
Aksamitka je národní přírodní památka ve správě příspěvkové organizace Správa slovenských jeskyní.
Nachází se v katastrálním území obce Haligovce v okrese Stará Ľubovňa v Prešovském kraji. Území bylo vyhlášeno či novelizováno v letech 1979, 1996. Ochranné pásmo nebylo stanoveno.